# Prvenstvo LjNP 1939-1940
Il Prvenstvo Ljubljanske nogometne podzveze 1939./40. (it. "Campionato della sottofederazione calcistica di Lubiana 1939-40") fu la ventunesima edizione del campionato organizzato dalla Ljubljanska nogometna podzveza (LjNP).
Questa fu la sesta edizione del Prvenstvo LjNP ad essere di seconda divisione, infatti la migliore squadra slovena (SK Lubiana) militava nella Hrvatsko-slovenska liga 1939-1940, mentre il vincitore sottofederale avrebbe disputato gli spareggi per la promozione al campionato nazionale successivo.
Le squadre partecipanti furono 19: vennero divise in tre gruppi le cui migliori classificate approdarono ai quarti di finale.
Il vincitore fu lo Železničar Maribor, al suo secondo titolo nella LjNP.

## Avvenimenti
Il Regno di Jugoslavia è sull'orlo della guerra, la situazione economica è pessima e stanno aumentando anche le frizioni nazionali interne. Nell'agosto del 1939 nasce la Banovina di Croazia ed i club croati lasciano la Federcalcio jugoslava e fondano quella croata in ottobre. Il 19 ottobre 1939 viene sciolta la LjNP e nasce la Federazione calcistica della Slovenia, che ne rileva proprietà e debiti, ed al suo interno nascono le nuove sottofederazioni di Maribor, Celje e Lubiana.
Le squadre croate hanno creato un proprio campionato, cui è stato aggiunto lo sloveno SK Lubiana, la Hrvatsko-slovenska liga.

## Prima fase

### Gruppo Lubiana
|              | Pos. | Squadra           | Pt | G  | V  | N | P  | GF | GS | QR    |                          |
| ------------ | ---- | ----------------- | -- | -- | -- | - | -- | -- | -- | ----- | ------------------------ |
|              | 1.   | Kranj             | 23 | 14 | 10 | 3 | 1  | 44 | 20 | 2,200 | Ammesso al girone finale |
|              | 2.   | Bratstvo Jesenice | 20 | 14 | 9  | 2 | 3  | 46 | 25 | 1,840 | Ammesso al girone finale |
|              | 3.   | Mars Lubiana      | 19 | 14 | 9  | 1 | 4  | 36 | 34 | 1,058 | Ammesso al girone finale |
|              | 4.   | Hermes Lubiana    | 17 | 14 | 7  | 3 | 4  | 42 | 24 | 1,750 |                          |
|              | 5.   | Jadran Lubiana    | 12 | 14 | 4  | 4 | 6  | 27 | 30 | 0,900 |                          |
|              | 6.   | Svoboda           | 8  | 14 | 3  | 2 | 9  | 21 | 48 | 0,437 |                          |
|              | 7.   | Reka Lubiana      | 7  | 14 | 2  | 3 | 9  | 19 | 38 | 0,500 |                          |
|              | 8.   | Disk              | 6  | 14 | 2  | 2 | 10 | 31 | 47 | 0,659 |                          |
| Fonte: rsssf |      |                   |    |    |    |   |    |    |    |       |                          |

### Gruppo Celje
|              | Pos. | Squadra         | Pt | G | V | N | P | GF | GS | QR    |                          |
| ------------ | ---- | --------------- | -- | - | - | - | - | -- | -- | ----- | ------------------------ |
|              | 1.   | Amater Trbovlje | 13 | 8 | 5 | 3 | 0 | 24 | 9  | 2,666 | Ammesso al girone finale |
|              | 2.   | Olimp Celje     | 12 | 8 | 5 | 2 | 1 | 24 | 11 | 2,181 | Ammesso al girone finale |
|              | 3.   | Celje           | 9  | 8 | 4 | 1 | 3 | 21 | 16 | 1,312 |                          |
|              | 4.   | Hrastnik        | 5  | 8 | 2 | 1 | 5 | 14 | 17 | 0,823 |                          |
|              | 5.   | Athletik Celje  | 1  | 8 | 0 | 1 | 7 | 9  | 39 | 0,230 |                          |
| Fonte: rsssf |      |                 |    |   |   |   |   |    |    |       |                          |

### Gruppo Maribor
|              | Pos. | Squadra            | Pt | G  | V | N | P | GF | GS | QR    |                          |
| ------------ | ---- | ------------------ | -- | -- | - | - | - | -- | -- | ----- | ------------------------ |
|              | 1.   | ČSK Čakovec        | 16 | 10 | 8 | 0 | 2 | 31 | 17 | 1,823 | Ammesso al girone finale |
|              | 2.   | Železničar Maribor | 15 | 10 | 7 | 1 | 2 | 23 | 8  | 2,875 | Ammesso al girone finale |
|              | 3.   | 1.SŠK Maribor      | 10 | 10 | 5 | 0 | 5 | 19 | 17 | 1,117 | Ammesso al girone finale |
|              | 4.   | Mura               | 7  | 10 | 3 | 1 | 6 | 17 | 23 | 0,739 |                          |
|              | 5.   | Rapid Marburg      | 6  | 10 | 3 | 0 | 7 | 15 | 22 | 0,681 |                          |
|              | 6.   | Građanski Čakovec  | 6  | 10 | 2 | 2 | 6 | 13 | 31 | 0,419 |                          |
| Fonte: rsssf |      |                    |    |    |   |   |   |    |    |       |                          |

## Fase finale

### Quarti di finale
| Squadra 1          | Totale | Squadra 2         | Andata     | Ritorno    |
| ------------------ | ------ | ----------------- | ---------- | ---------- |
|                    |        |                   | 26.05.1940 | 02.06.1940 |
| Amater Trbovlje    | 2 – 6  | Kranj             | 2 – 2      | 0 – 4      |
| Železničar Maribor | 6 – 4  | Bratstvo Jesenice | 6 – 1      | 0 – 3      |
| Olimp Celje        | 1 – 6  | 1.SŠK Maribor     | 0 – 3      | 1 – 3      |
| ČSK Čakovec        | 9 – 4  | Mars Lubiana      | 4 – 2      | 5 – 2      |

### Semifinali
| Squadra 1     | Totale | Squadra 2          | Andata     | Ritorno    |
| ------------- | ------ | ------------------ | ---------- | ---------- |
|               |        |                    | 09.06.1940 | 16.06.1940 |
| Kranj         | 3 – 7  | Železničar Maribor | 2 – 3      | 1 – 4      |
| 1.SŠK Maribor | 6 – 4  | ČSK Čakovec        | 4 – 2      | 2 – 2      |

### Finale
| Squadra 1     | Totale | Squadra 2          | Gara 1     | Gara 2     | Gara 3     |
| ------------- | ------ | ------------------ | ---------- | ---------- | ---------- |
|               |        |                    | 23.06.1940 | 30.06.1940 | 16.07.1940 |
| 1.SŠK Maribor | 3 – 5  | Železničar Maribor | 1 – 2      | 2 – 1      | 0 – 2      |